# Tipula (Eremotipula) eurystyla
Tipula (Eremotipula) eurystyla is een tweevleugelige uit de familie langpootmuggen (Tipulidae). De soort komt voor in het Nearctisch gebied.